# Station Morbier (Jura)
Station Morbier is een spoorweghalte in de Franse gemeente Morbier. Zij wordt bediend door treinen van het netwerk TER Bourgogne-Franche-Comté op de verbindingen Dole - Saint-Claude en Dole - Pontarlier.